# Александър Дрентелн
Александър Романович Дрентелн (на руски: Александр Романович Дрентельн) е руски офицер, генерал-адютант, генерал от пехотата и военен деец. Участник в Руско-турската война (1877 – 1878).

## Биография
Александър Дрентелн е роден на 7 март 1820 г. в Киев в семейството на потомствения дворянин и офицер Роман фон Дрентелн, командир на 48-и Одески пехотен полк. На 7-годишна възраст остава кръгъл сирак. Завършва Александровския сирашки кадетски корпус и 1-ви кадетски корпус. Произведен е в първо офицерско звание прапорщик с назначение в лейбгвардейския финландски полк (6 март 1838).
Участва в потушаването на Унгарската революция (1848 – 1849) и е повишен във военно звание капитан. Служи последователно в лейбгвардейския Гренадирски полк (1850), командир е на батальон в лейбгвардейския Финландски полк (1853), командир на Запасната бригада от 12-а пехотна дивизия. Повишен е във военно звание полковник (1853).
През 1855 г. е назначен за командир на Гренадирския полк от 2-ра гвардейска дивизия на престолонаследника Александър Николаевич. Тук е негов доверен офицер. Повишен е във военно звание генерал-майор с назначение за командир на лейбгвардейския Измайловски полк (1859).
Участва в потушаването на Полското въстание (1863 – 1864) като командир на 1-ва гвардейска дивизия и е началник на войските на Вилненския военен окръг (1863). Повишен във военно звание генерал-лейтенант от 1864 г.
Участва в реформирането на Руската армия. Член е на Комитета по устройство и образование на войските. Работи по преобразуването на военните съдилища, устройването на войнишките деца, обществените права на военнослужещите, въоръжаването на армията. Повишен е във военно звание енерал-адютант от 1867 г. Командващ на Киевския военен окръг от 1872 г.
Участва в Руско-турската война (1877 – 1878). От 12 август 1877 г. е в България. Заменя на поста началник на военните съобщения генерал-лейтенант Василий Каталей. Едновременно е назначен и за началник на тила на Действуващата руска армия. Извършва огромна работа за нормализирането на тила, снабдяването, военните съобщения, болничното и санитарното обслужване. Със своята компетентност и добросъвестност си спечелва уважението на армията. Повишен е във военно звание генерал от пехотата от 1878 г.
След войната се връща на длъжността командващ Киевския военен окръг. Член е на Държавния съвет от 1879 г. Киевски, Подолски и Волински генерал-губернатор с прекъсване от една година, когато е началник на Жандармския корпус. Оцелява при атентата срещу император Александър II на 13 март 1879 г.
Награден е с най-висшите руски отличия: орден „Свети Александър Невски“ и орден „Свети Андрей Първозвани“.
Умира внезапно от удар по време на тържеството за откриване паметника на Богдан Хмелницки в Киев на 15 юли 1888 г.